# Certificat d'études primaires supérieures
Pour les articles homonymes, voir Certificat d'études.
Le certificat d'études primaires supérieures (CEPS) était un diplôme sanctionnant la fin de l'école primaire supérieure en France  et attestant ainsi l'acquisition des connaissances supérieures au certificat d'études primaires élémentaires.

## Historique
Les études faites dans les écoles primaires supérieures avaient pour sanction un certificat institué par le décret du 23 décembre 1882. Les conditions de l'examen ont été réglées ainsi qu'il suit par l'arrêté du 18 janvier 1887, articles 242 à 253, modifiés par les arrêtés des 17 septembre 1898, 9 décembre 1901, 15 décembre 1903, et 10 mai 1904.
Le certificat d'études primaires supérieures est rebaptisé « brevet d'études primaires supérieures » en 1917.

## Examen
A la fin de l'année scolaire, une session d'examen du certificat d'études primaires supérieures est ouverte dans chaque département. Au début de l'année scolaire suivante, une seconde session est réservée aux seuls candidats qui ont échoué à la session précédente ou qui n'ont pu s'y présenter pour cas de force majeure. Les centres d'examen sont fixés par le recteur. Les dates des deux sessions, déterminées par le ministre, sont annoncées un mois au moins à l'avance. Elles sont les mêmes pour tous les départements.
Les candidats doivent avoir quinze ans révolus au 31 décembre de l'année dans laquelle ils se présentent.
Quinze jours au moins avant l'examen, ils se font inscrire aux bureaux de l'inspection académique en adressant une demande écrite et signée par eux. Ils indiquent la section d'enseignement à laquelle ils appartiennent. L'acte de naissance du candidat doit être joint à la demande.
Il n'est accordé aucune dispense d'âge.
Les candidats sont autorisés à déposer un livret de scolarité dont le modèle est déterminé par une instruction ministérielle.
Le livret de scolarité, signé par le chef de l'établissement où les candidats ont fait leurs études, est visé par l'inspecteur primaire de la circonscription.
La commission d'examen prend connaissance du livret et en tient compte pour prononcer l'admissibilité ou l'admission des candidats.
L'examen se compose d'épreuves écrites, d'épreuves orales et d'épreuves pratiques.
Ces épreuves ne doivent dépasser, en aucun cas, le niveau du programme des écoles primaires supérieures.
Les sujets des compositions écrites sont choisis par les inspecteurs d'académie réunis sous la présidence du recteur. Les plis cachetés qui les renferment sont ouverts par le président de la commission en présence des candidats.
Les commissions d'examen sont nommées annuellement pour chaque département par le recteur de l'académie. Elles se composent de l'inspecteur d'académie, président et, à son défaut, d'un délégué désigné par le recteur, de cinq membres choisis parmi les inspecteurs de l'enseignement primaire, les professeurs de l'enseignement secondaire ou primaire supérieur, les directeurs et professeurs d'école normale en exercice ou en retraite. Deux directrices ou professeurs (femmes) d'école primaire supérieure de filles font nécessairement partie de la commission pour l'examen des aspirantes. Le président est autorisé à adjoindre, s'il y a lieu, à la commission, pour chacune des épreuves spéciales, un examinateur spécial.
En cas de partage, la voix du président est prépondérante.

## Épreuves
Épreuves écrites. — Les épreuves écrites sont éliminatoires. Elles ont lieu en deux jours consécutifs et comprennent
- Des épreuves générales :
  - Composition sur un sujet de morale (une heure et demie) ;
  - Composition française : lettre, narration, compte-rendu, rapport, etc. (une heure et demie)
  - Composition de sciences comprenant :
    - Une question ou un problème soit d'arithmétique, soit de géométrie ;
    - Une question de physique ou de chimie ;
    - Une question d'histoire naturelle ou d'hygiène. Ces trois questions sont empruntées à la partie commune des diverses sections (trois heures) ;

  - Composition simple de dessin à main levée ; relevé géométral ou dessin à vue pour les garçons ; ornement simple appliqué aux travaux d'aiguille pour les filles (deux heures).

- Des épreuves spéciales variant suivant les sections :
  - Section d'enseignement général et section commerciale : Un exercice facile pouvant porter, au choix du candidat, sur l'allemand, l'anglais, l'italien, l'espagnol ou l'arabe (deux heures). Cet exercice consiste en une série de questions écrites en langue étrangère. Les candidats doivent y répondre dans la même langue. L'usage du dictionnaire en langue étrangère est autorisé, conformément aux dispositions adoptées pour les examens du baccalauréat.
  - Section industrielle : Pour les garçons, mise au net, à une échelle donnée, d'un croquis coté remis à l'aspirant ; pour les filles, composition d'un sujet décoratif, appliqué à une industrie féminine, d'après des éléments fournis à l'aspirante (deux heures).
  - Section agricole : Une composition sur deux questions empruntées, l'une au programme d'agriculture théorique, l'autre à celui des travaux pratiques d'intérieur ou d'extérieur (deux heures).

Chaque épreuve écrite est cotée de 0 à 20.
La note de chaque copie est abaissée d'un ou de deux points, si l'écriture est défectueuse. Nul ne peut être déclaré admissible aux épreuves orales, s'il n'a obtenu un total minimum de 40 points pour l'ensemble des quatre épreuves communes, et un minimum de 10 points pour la composition spéciale.
Épreuves orales. — L'ensemble des épreuves orales ne peut excéder la durée d'une heure pour chaque candidat. Ces épreuves comprennent
- Section d'enseignement général :
  - Lecture expliquée d'un passage tiré d'un des auteurs français inscrits au programme, et questions sur la langue française
  - Interrogation sur l'histoire et la géographie générale
  - Interrogation sur les sciences mathématiques, physiques et naturelles
  - Lecture et traduction rapide d'un passage d'une dizaine de lignes en langue étrangère et choisi dans un livre élémentaire. La lecture est suivie de questions en langue étrangère permettant de s'assurer si le candidat a bien compris le texte et s'il sait s'exprimer convenablement dans la langue qu'il a choisie.

- Section commerciale :
  - Interrogation sur l'histoire et sur la géographie générale
  - Interrogation sur la géographie économique des différentes parties du monde
  - Interrogation sur les notions de commerce, de droit usuel et d'économie politique
  - Lecture et traduction rapide d'un passage d'une dizaine de lignes en langue étrangère et choisi dans un, livre élémentaire. La lecture sera suivie de questions en langue étrangère permettant de s'assurer si le candidat a bien compris le texte et s'il sait s'exprimer convenablement dans la langue qu'il a choisie.

- Section industrielle :
  - Interrogation sur l'histoire et sur la géographie générale
  - Interrogation sur les notions de technologie applicables à la région pour les aspirants, et sur l'économie domestique pour les aspirantes
  - Interrogation sur les principales opérations arithmétiques, géométriques ou algébriques utilisées dans la pratique industrielle
  - Interrogation sur les notions de comptabilité, de droit usuel et d'économie politique.

- Section agricole :
  - Interrogation sur la géographie générale
  - Interrogation sur l'agriculture et les questions de sciences physiques et naturelles qui s'y rattachent
  - Interrogation sur l'arithmétique et la géométrie appliquées aux opérations sur le terrain et aux travaux d'exploitation agricole
  - Interrogation sur les notions de comptabilité, de droit usuel et d'économie politique.

Chaque épreuve est cotée de 0 à 20. Tout candidat qui n'a pas obtenu un minimum de 40 points n'est pas admis à subir les épreuves pratiques.
Épreuves pratiques. — Les épreuves pratiques ne peuvent excéder une durée totale de quatre heures ; elles comprennent
Section générale : Pour les garçons, exercice simple de travail manuel (bois ou fer, au choix de l'aspirant) d'après un modèle en nature, ou bien modelage d'après un plâtre à faible relief ; pour les jeunes filles, exercice emprunté au programme des travaux manuels de troisième année. Section agricole. — Un ou plusieurs des exercices spécifiés au programme des travaux pratiques d'intérieur ou d'extérieur.
Outre ces épreuves spéciales, les candidats ont à subir (garçons et filles) une épreuve de chant et de gymnastique.
L'épreuve de gymnastique, pour les filles, se fait sans appareils ; en sont dispensées les aspirantes qui produisent, le jour de l'examen, un certificat de leur professeur et de leur directrice attestant qu'elles ont pris part régulièrement aux exercices réglementaires de gymnastique.
Chaque épreuve pratique est cotée de 0 à 20, sauf les épreuves de chant et de gymnastique, qui sont cotées de 0 à 10.
Pour être admis définitivement, le candidat doit avoir obtenu la moyenne pour chacune des épreuves pratiques, et pour l’ensemble des épreuves un chiffre de points au moins égal à la moyenne.
La note 0 pour l'une quelconque des épreuves est éliminatoire.
Les candidats qui échouent aux épreuves orales ou aux épreuves pratiques conservent, à la session suivante, le bénéfice de l'admissibilité prononcée à la suite des épreuves écrites.
Après la clôture des examens, la commission dresse, par ordre alphabétique, la liste des candidats qu'elle juge dignes d'obtenir le certificat d'études primaires supérieures. Le dossier complet de l'examen de chaque candidat est transmis au recteur, qui délivre les certificats.

## Diplôme
Le diplôme porte une des quatre mentions suivantes :
- Certificat d'études primaires supérieures (section d'enseignement général) ;
- Certificat d'études primaires supérieures (section industrielle) ;
- Certificat d'études primaires supérieures (section agricole) ;
- Certificat d'études primaires supérieures (section commerciale).

Tous les élèves qui ont été titulaires d'une bourse de l’État dans une école primaire et qui ont suivi le cours d'études complet sont tenus de se présenter à la fin de leur scolarité à l'examen du certificat d'études primaires supérieures. Tout établissement, public ou libre, qui demande à recevoir des boursiers de l’État, doit s'engager à les présenter, avant leur sortie, à cet examen (décret du 23 décembre 1882, art. 3).
Les élèves des écoles primaires supérieures candidats aux bourses de séjour à l'étranger doivent être pourvus du certificat d'études primaires supérieures (arrêté du 18 janvier 1887, art. 65, modifié par l'arrêté du 30 juillet 1890)
D'autre part, la possession de ce certificat dispense de la condition d'âge les candidats au brevet élémentaire (décret du 18 janvier 1887, art. 107, modifié par le décret du 15 janvier 1894).